# 香港華人革新協會
香港華人革新協會（簡稱華革會）於1949年5月23日在香港成立。創辦人為先施馬氏家族、香港自治運動先鋒馬文輝。華革會創會目的為爭取在殖民地政制下的實施有限民選機制。
中共在大陸地區當政後，會內親共派系迅速控制領導權，更成為香港在八十年代前的三大親共組織（另外兩個為工聯會和中華總商會）。在97年回歸前，該會不斷籌辦內地考察團，組織香港熱心人士捐款給內地有需要的地區。在捐資人士的支持下，該會以華南為中心，先後在內地籌建超過26間希望小學，還資助建設鄉鎮衛生院，給廣東省鎮級衛生院捐贈了5輛救護車，並多次組織會員參加獻愛心活動。
近年，華革會積極組織青年人到內地考察、交流和義教；2009年底，約30名18至25歲香港青年人便參加華革會舉辦的希望小學探訪團，到河源市義教。

## 遭受港英打壓
在三一事件前後，以至1970年代，港英政府屢以遞解出境或無理拘禁等行徑打壓華革會成員，封殺及騷擾其活動。

## 華革會60周年慶典
華革會在其60周年慶典中，提出了「宣傳華革、活躍華革、認識華革、凝聚華革」的核心思想和「關注民生、服務社群、發展會務、參與社會」的目標。直至2009年11月該會員達1300人。
在2009年，該會成立了三個新社團，並籌組捐助3間希望小學共約98萬港元、改善10間鄉村衛生醫療急救捐出共約53萬人民幣；資助貧窮中小學生共170人金額達11萬人民幣。
在中港關係上，該會於2009年向廣東省政府、特區政府提供三份建議書和一份調查報告，並拜訪廣東省政府及相關廳辦，及申請加入“粵港澳合作促進會”。也與其它29個團體舉辦了於香港舉辦了“2012年香港政制發展研會”活動。
華革會第50屆會長及主席陳協平；常務副主席林耀文；副主席為蔡映潮、文滿林、關世豪、關李淑儀。該會也包括一些社會知名人士，包括基本法委員會副主任梁愛詩、港區全國人大代表袁武、曹宏威、費斐、楊耀忠、劉佩瓊、葉國謙、以及全國政協委員鄒燦基等。前主席包括鄧鴻坡、曹宏威等。

## 資料來源
1. ↑  .   [2017-06-05]. （原始内容存档于2021-02-28）. （页面存档备份，存于）
2. ↑  香港商報‧2010年 01月 02日‧華革會赴河源交流送暖 http://www.cnwnc.com/content/2010-01/02/content_2455526.htm%5B%5D
3. 1 2  香港華人革新協會網頁
4. ↑  河源視窗，河源日報，香港华人革新协会组织香港大学生联谊东源小学生
5. ↑   (PDF). Antiquities Advisory Board. 2010年. （原始内容存档 (PDF)于2020年）. （页面存档备份，存于）
6. ↑   (PDF). 牛津大學出版社（中國）有限公司. 2014年7月15日. （原始内容存档 (PDF)于2020年10月30日）. （页面存档备份，存于）
7. ↑  . 香港華人革新協會. 2009年. （原始内容存档于2020年）. （页面存档备份，存于）
8. ↑  張家偉. . 香港大學出版社. 2012年3月.
9. ↑  張家偉.  (PDF). 香港大學出版社. 2012年3月. （原始内容存档 (PDF)于2020年10月）. （页面存档备份，存于）
10. ↑   (PDF). 文匯報. 2011年4月19日. （原始内容存档 (PDF)于2020年10月30日）. （页面存档备份，存于）
11. ↑  . 香港商報. 2019年4月20日. （原始内容存档于2020年10月30日）. （页面存档备份，存于）
12. 1 2 3  華革會成立60週年鑽禧特刊

## 外部連結
- 香港華人革新協會 （页面存档备份，存于）
- 河源視窗[永久]